# Хендрикс, Бесси
Бесси Хендрикс (англ. Bessie Hendricks; 7 ноября 1907, округ Карролл, Айова — 3 января 2023) — американская долгожительница, возраст которой подтверждён Группой геронтологических исследований (GRG) и Группой LongeviQuest (LQ). На момент смерти являвшаяся 4-м старейшим живым человеком в мире и старейшим живым в США, а также она входит с 16 мая 2022 года в топ 100 старейших людей в мировой истории. На момент смерти она была 54-м старейшим человеком в мировой истории. Её возраст составлял 115 лет 57 дней.

## Биография
Родилась на ферме в округе Карролл, в нескольких милях к юго-востоку от Оберна, штат Айова, 7 ноября 1907 года. Её родители, Хью, иммигрант из Ирландии, и Мэтти (Кларк) Шарки вместе со старшими братьями и сёстрами. Джон, Дэвид, Лоуренс и Этель.
В возрасте 5 лет Хендрикс пошла в первый класс — детского сада не было — в сельской школе через дорогу от семейной фермы.
2 июля 1921 года мать Хендрикс умерла от болезни.
С сентября 1926 года, она была преподавателем четыре года в сельской школе в районе Лейк-Сити.
В более поздние годы Хендрикс была занята, помогая своей семье в различных проектах, включая переработку 500 цыплят одним летом. Она также принимала активное участие в христианской церкви Вудлона, членом которой являлась 92 года.
У неё девять внуков, 28 правнуков, 42 праправнука и семь прапраправнуков.
Она стала самым старым подтверждённым человеком, проживающим в США, после смерти Тельмы Сатклифф 17 января 2022 года.
На момент смерти Бесси Хендрикс являлась старейшим известным человеком в штате Айова, а также она являлась 4-м по возрасту подтверждённым человеком в мире, уступая Люсиль Рандон, Фусы Тацуми и Марии Браньяс Мореры. Умерла в возрасте 115 лет 57 дней.

## Рекорды долгожителя
- 16 мая 2022 года Бесси Хендрикс вошла в топ 100 старейших людей в истории.
- С 19 августа 2022 года занимает 4-е место в списке старейших ныне живущих людей.
- 7 ноября 2022 года Бесси Хендрикс стала 63-м человеком в истории, отметившим 115-летие.